# Оксид заліза(III)
Окси́д залі́за(III), фе́рум(III) окси́д — неорганічна сполука складу Fe2O3. Проявляє слабкі амфотерні властивості. 
Оксид може існувати у трьох структурних модифікаціях — α-, γ-, δ-Fe2O3, які мають різні властивості та різні методи отримання. Модифікації мають світло-коричневий або червоно-коричневий колір. Fe2O3 широко застосовується як пігмент у виготовленні фарб (див. Сангіна), також використовується у виробництві футеровочної кераміки, цементу й магнітних стрічок.

## Поширення у природі

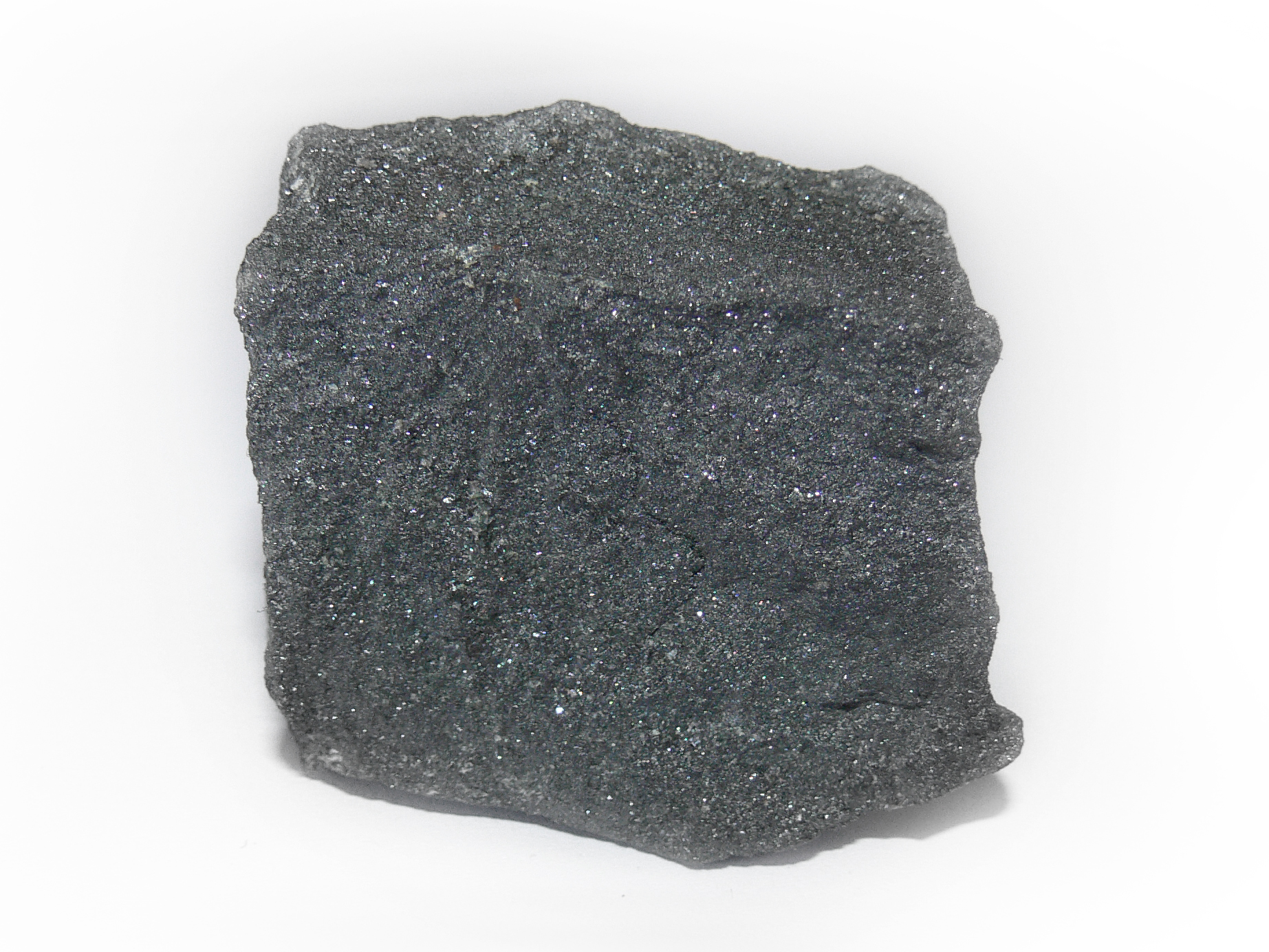
Мінерал магнетит

Fe2O3 є найбільш стійкою кисневмісною сполукою заліза з тих, що зустрічаються у природі. Даний оксид поширений не лише у вільному стані, а й у складі залізних руд. До їхнього числа належать, зокрема, мінерали магнетит (FeO·Fe2O3), гематит (α-Fe2O3), лимоніт (Fe2O3·H2O) тощо.

## Структура

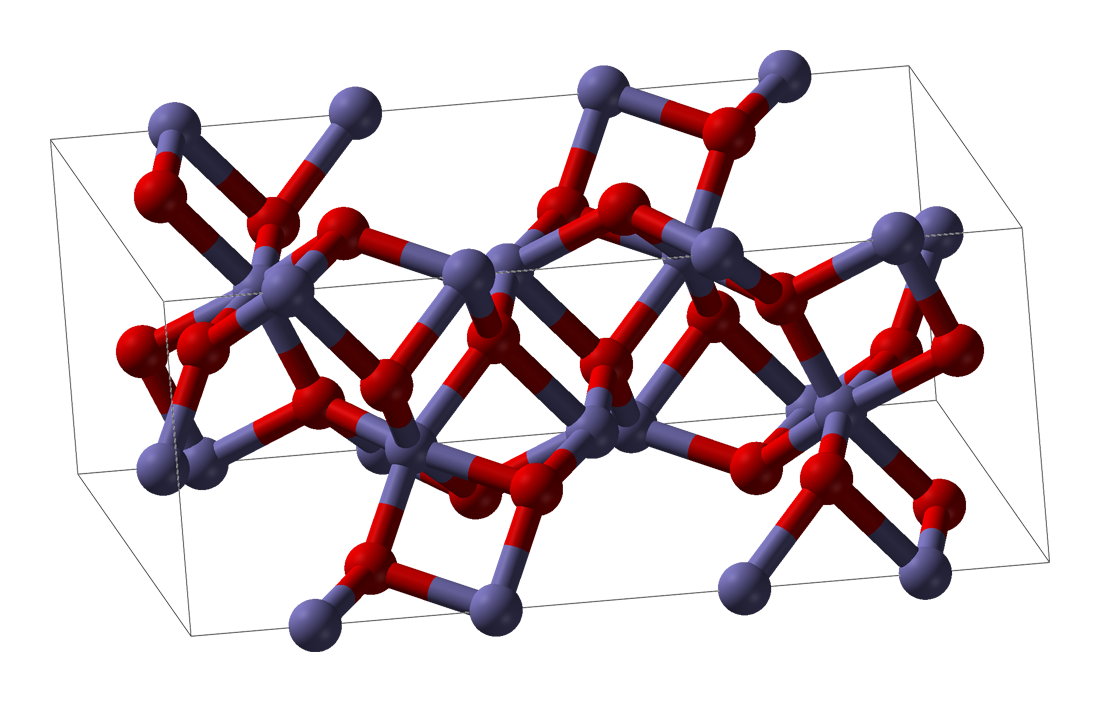
Структура типу гематит

Оксид заліза(III) здатен перебувати у трьох структурних модифікаціях: α-, γ- та δ-формах. Найбільш поширеною з них є α-модифікація — оксид саме цього типу перебуває у природі у вигляді мінералів. Структуру такої модифікації має, наприклад, мінерал гематит. α-Модифікація утворюється при випалюванні заліза (за температури вище 200 °C) або мінералу піриту FeS2, а також при тривалому нагріванні оксиду у γ-формі. α-Fe2O3 є парамагнітним.

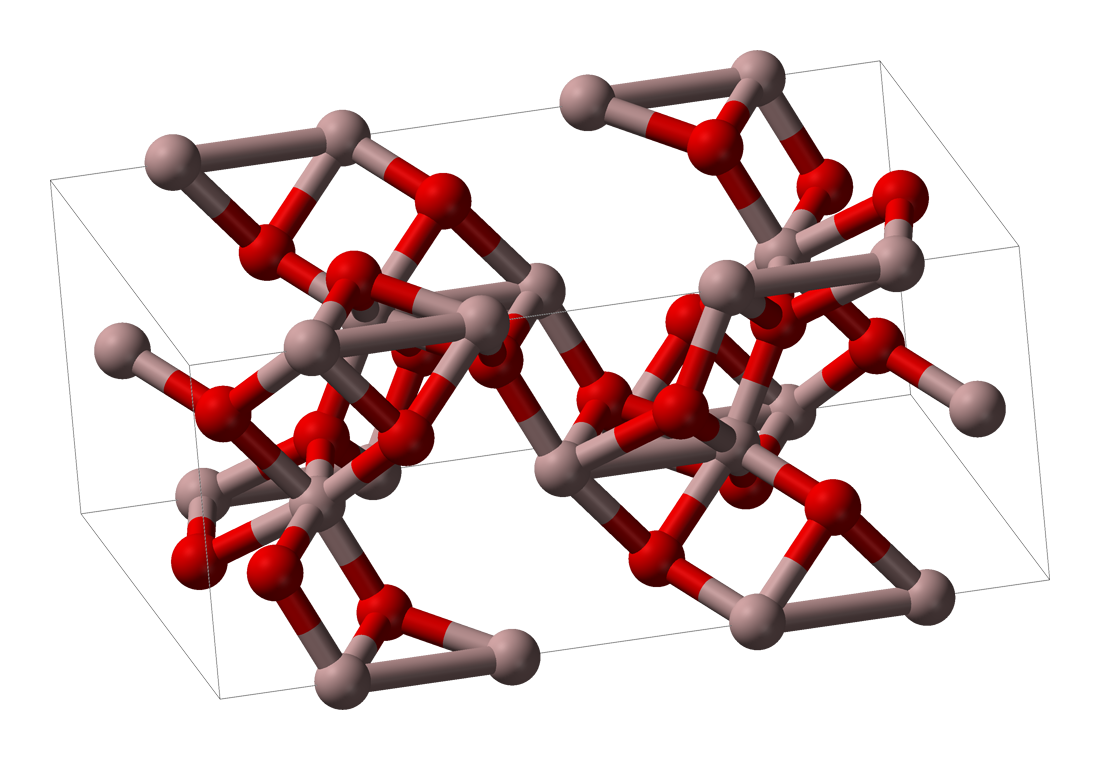
Структура типу корунд

γ-Fe2O3 має структуру типу корунду — мінералу оксиду алюмінію. Дана форма утворюється при низькотемпературному окисненні заліза (нижче 200 °C), при окисненні Fe3O4 або нагріванням α-форми при 300 °C (але за нагрівання вище 400 °C переходить назад у α-форму). γ-Модифікація є феромагнітною.
Модифікація δ-Fe2O3 є феромагнітною та утворюється в розчинах в результаті окиснення сполук Fe(II) лугами.

## Отримання
Оксид заліза(III) отримують окисненням заліза, а також деяких його бінарних сполук, наприклад, мінералу піриту:
{\displaystyle \mathrm {4Fe+3O_{2}{\xrightarrow {t}}2Fe_{2}O_{3}} }
{\displaystyle \mathrm {4FeS_{2}+11O_{2}{\xrightarrow {800^{o}C}}2Fe_{2}O_{3}+8SO_{2}} }
Іншим способом є термічне розкладання кисневмісних сполук Fe(II) та Fe(III):
{\displaystyle \mathrm {2Fe(OH)_{3}{\xrightarrow {700^{o}C}}Fe_{2}O_{3}+3H_{2}O} }
{\displaystyle \mathrm {4FeCO_{3}+O_{2}{\xrightarrow {500^{o}C}}2Fe_{2}O_{3}+4CO_{2}} }
{\displaystyle \mathrm {4FeSO_{4}\rightarrow 2Fe_{2}O_{3}+4SO_{2}+O_{2}} } (утворюються домішки SO3)
Також оксид заліза утворюватиметься при нагріванні його галогенідів у струмені водяної пари:
{\displaystyle \mathrm {2(FeCl_{3}\cdot 6H_{2}O)+6H_{2}O{\xrightarrow {>250^{o}C}}Fe_{2}O_{3}+6HCl+9H_{2}O} }

## Хімічні властивості
Fe2O3 є стійкою сполукою, він не розчиняється у воді, амоніаку (не утворює комплексні сполуки). При високотемпературному нагріванні він може розкладатися з утворенням змішаного оксиду Fe3O4
{\displaystyle \mathrm {2Fe_{2}O_{3}{\xrightarrow {1200-1390^{o}C}}2(FeO\cdot Fe_{2}O_{3})+O_{2}} }
Оксид проявляє слабкі амфотерні властивості: розчиняється у кислотах, а також при сплавленні з лугами й іншими осно́вними сполуками утворює ферати:
{\displaystyle \mathrm {Fe_{2}O_{3}+6HCl{\xrightarrow {\tau }}2FeCl_{3}+3H_{2}O} }
{\displaystyle \mathrm {Fe_{2}O_{3}+6HCl_{(gas)}{\xrightarrow {500^{o}C,[Cl_{2}]}}2FeCl_{3}+3H_{2}O} }
{\displaystyle \mathrm {Fe_{2}O_{3}+3H_{2}SO_{4}\rightarrow Fe_{2}(SO_{4})_{3}+3H_{2}O} }
{\displaystyle \mathrm {Fe_{2}O_{3}+2NaOH_{(conc.)}{\xrightarrow {600^{o}C}}2NaFeO_{2}+H_{2}O} }
{\displaystyle \mathrm {Fe_{2}O_{3}+Na_{2}CO_{3}{\xrightarrow {800-900^{o}C}}2NaFeO_{2}+CO_{2}} }
{\displaystyle \mathrm {2Fe_{2}O_{3}+8Na_{2}O+O_{2}{\xrightarrow {450^{o}C}}4Na_{4}FeO_{4}} }
{\displaystyle \mathrm {Fe_{2}O_{3}+ZnO{\xrightarrow {t}}[ZnFe_{2}]O_{4}} }
{\displaystyle \mathrm {Fe_{2}O_{3}+Fe{\xrightarrow {900^{o}C}}3FeO} }
Fe2O3 відновлюється воднем та оксидом вуглецю CO:
{\displaystyle \mathrm {3Fe_{2}O_{3}+H_{2}{\xrightarrow {400^{o}C}}2Fe_{3}O_{4}+H_{2}O} }
{\displaystyle \mathrm {Fe_{2}O_{3}+3H_{2}{\xrightarrow {900^{o}C}}2Fe+3H_{2}O} }
{\displaystyle \mathrm {3Fe_{2}O_{3}+CO{\xrightarrow {400^{o}C}}2Fe_{3}O_{4}+CO_{2}} }
{\displaystyle \mathrm {Fe_{2}O_{3}+CO{\xrightarrow {500-600^{o}C}}2FeO+CO_{2}} }
{\displaystyle \mathrm {Fe_{2}O_{3}+3CO{\xrightarrow {700^{o}C}}2Fe+3CO_{2}} }

## Застосування
Оксид заліза може використовуватися у різних галузях, в залежності від його структури. α-Fe2O3 застосовується для отримання чистого заліза, у виготовленні футеровки, цементу, а також поглинальної маси в очистці газів. γ-Модицікація використовується як складова шару магнітних стрічок.
Деякі природні різновиди Fe2O3 застосовують для виготовлення коричневої олійної фарби під технічними назвами «залізний сурик», «вохра», або «мумія».